# Quercus baenitzii
Quercus baenitzii är en bokväxtart som beskrevs av Aimée Antoinette Camus. Quercus baenitzii ingår i släktet ekar, och familjen bokväxter.
Artens utbredningsområde är Italien. Inga underarter finns listade.